# Erminio Favalli
Erminio Favalli (Cremona, 29 gennaio 1944 – Cremona, 18 aprile 2008) è stato un dirigente sportivo e calciatore italiano, di ruolo ala.

## Caratteristiche tecniche
Era un'ala destra scattante, abile nel dribbling e negli assist dalla fascia.

## Carriera

### Giocatore
Cresciuto nella squadra della sua città, la Cremonese, disputa con i  grigiorossi alcuni campionati di Serie C. Lì viene notato dagli osservatori dell'Inter, che lo acquista nell'estate 1964.
Nello squadrone nerazzurro, che in quella stagione conquisterà i titoli di campione d'Italia, d'Europa  e del mondo, tuttavia, Favalli non riesce a trovare posto in prima squadra, chiuso da fuoriclasse quali Corso e Jair, e viene dirottato alle formazioni riserve e giovanili.
A fine stagione passa dall'Inter al Foggia, anch'esso militante in Serie A dove va a sostituire il fratello Armanno da poco scomparso in un incidente stradale. Qui si guadagna l'appellativo di "Farfallino" per il suo gioco veloce e sgusciante. Le prestazioni in stagione coi pugliesi gli valgono la convocazione nella Nazionale Under-23 (una presenza e una rete contro il Lussemburgo) e il passaggio alla Juventus, fortemente voluto da Heriberto Herrera che vede in lui un laterale ideale per il suo movimiento.

Favalli alla Juventus

Nella prima stagione in bianconero conquista subito lo scudetto. Si alterna nella posizione di ala destra con Gianfranco Zigoni, più offensivo e tecnico ma meno dinamico di lui, e realizza una delle reti decisive per la conquista del titolo, quella segnata in mischia nel finale dello scontro diretto contro l'Inter. Le annate successive sono meno felici sia per la Juventus, che non ottiene successi in campionato e nelle coppe europee, che per Favalli, che progressivamente perde il posto da titolare in favore di Franco Causio, fino a essere relegato in panchina nella stagione 1969-1970, dopo l'addio di Heriberto Herrera, allenatore con cui a un certo punto non ebbe più un buon rapporto.
Nell'estate 1970 accetta quindi il trasferimento al Mantova in Serie B, e contribuisce con 30 presenze e 1 rete alla vittoria del campionato. Non segue tuttavia i virgiliani in massima serie ma resta fra i cadetti trasferendosi al Palermo, voluto da Benigno De Grandi.
Coi rosanero conquista la seconda promozione personale consecutiva in massima serie, e nella stagione 1972-1973 disputa il suo ultimo campionato in Serie A, segnando due delle sole 13 reti in campionato dei siciliani che non vanno oltre il penultimo posto che comporta le retrocessione.
Resta a Palermo fino a fine carriera nel 1977-1978, disputando altri quattro campionati in Serie B e giungendo alla finale dell'Olimpico della Coppa Italia 1973-74, sconfitti ai rigori dal Bologna. Molto amato dalla tifoseria, dei rosanero fu anche capitano.
Nella stagione 1980-1981, dopo l'esonero di Fernando Veneranda, prese l'incarico di allenatore del Palermo solo per la partita del 29 marzo vinta per 3-1 contro il Milan (27ª giornata); successivamente rifiutò di restare il tecnico della squadra in collaborazione con Zdeněk Zeman.
Ha complessivamente disputato 114 incontri in Serie A realizzando 5 reti.

### Dirigente
Abbandonata l'attività agonistica, e dopo esser stato direttore sportivo del Palermo per sei anni (1978-1984), nel 1984 viene chiamato dal presidente Domenico Luzzara a ricoprire il ruolo di direttore sportivo della Cremonese, incarico che svolgerà per vent'anni, periodo nel quale ha lanciato nel calcio giocatori come Gianluca Vialli, Attilio Lombardo, Giuseppe Favalli (suo nipote) e nel quale i grigiorossi hanno raggiunto la Serie A e vinto un Torneo Anglo-italiano.
Nel 2002 diventa il direttore sportivo del Pizzighettone che sotto la sua guida arriva alla Serie C1, per poi tornare alla Cremonese nel 2007, ricoprendo il ruolo di direttore sportivo fino alla sua scomparsa, avvenuta nel 2008 all'età di 64 anni a seguito di un infarto.

## Palmarès

### Club

#### Competizioni nazionali
- Campionato italiano: 2

Inter: 1964-1965
Juventus: 1966-1967
- Campionato italiano di Serie B: 1

Mantova: 1970-1971

#### Competizioni internazionali
- Coppa dei Campioni: 1

Inter: 1964-1965
- Coppa Intercontinentale: 1

Inter: 1965